# 北礁沉船遗址
17°05′N 111°30′E / 17.083°N 111.500°E
北礁沉船遗址位于中国海南省三沙市西沙群岛北部的北礁东北礁盘上，2006年被列为第六批全国重点文物保护单位。
北礁是西沙群岛最北的一座暗礁，平面略呈椭圆形，东西长约11.8千米，南北宽约4.5千米，正处于国际航道上。1974年5月在北礁东北角发现大量铜钱和铜锭等遗物，当年及次年在这里发现多处沉船遗迹。1996年、1998年至1999年均在北礁东北礁盘上发现沉船遗迹。四次考古发掘共出水文物近3000件，大部分为唐代至清代的陶瓷器，由广东、福建、江西、浙江、湖南、广西等地民窑烧制。出水铜钱十万余枚，时代从秦汉至元明，以洪武通宝及永乐通宝最多。北礁沉船遗址反映了古代海上丝绸之路的繁盛。